# Dexippus kleini
Dexippus kleini là một loài nhện trong họ Salticidae.
Loài này thuộc chi Dexippus. Dexippus kleini được Tord Tamerlan Teodor Thorell miêu tả năm 1891.